# Ланфен
Ланфе́н (фр. Lanfains, брет. Lanfeun) — коммуна во Франции, находится в регионе Бретань. Департамент — Кот-д’Армор. Входит в состав кантона Плело. Округ коммуны — Сен-Бриё.
Код INSEE коммуны — 22099.

## География
Коммуна расположена приблизительно в 400 км к западу от Парижа, в 95 км западнее Ренна, в 21 км к юго-западу от Сен-Бриё.

## Население
Население коммуны на 2016 год составляло 1 085 человек.
| 1962 | 1968 | 1975 | 1982 | 1990 | 1999 | 2008 | 2016 |
| ---- | ---- | ---- | ---- | ---- | ---- | ---- | ---- |
| 957  | 978  | 894  | 796  | 828  | 868  | 987  | 1085 |

## Администрация
| Период | Период | Фамилия      | Партия        | Примечания |
| ------ | ------ | ------------ | ------------- | ---------- |
| 1948   | 1965   | Марк Готье   |               |            |
| 1965   | 1971   | Жозеф Ле Кор |               |            |
| 1971   | 1976   | Рене Сагорен |               |            |
| 1976   | 1995   | Эжен Ле Льяр |               |            |
| 1995   | 2008   | Иоланда Амон |               |            |
| 2008   |        | Жерар Меро   | Разные правые | пенсионер  |

## Экономика
В 2007 году среди 593 человек в трудоспособном возрасте (15—64 лет) 467 были экономически активными, 126 — неактивными (показатель активности — 78,8 %, в 1999 году было 70,5 %). Из 467 активных работали 439 человек (245 мужчин и 194 женщины), безработных было 28 (11 мужчин и 17 женщин). Среди 126 неактивных 46 человек были учениками или студентами, 46 — пенсионерами, 34 были неактивными по другим причинам.